# Jari Lipponen
Jari Matti Lipponen  (ur. 17 października 1972 w Kemi) – fiński łucznik sportowy. Srebrny medalista olimpijski z Barcelony.
Brał udział w trzech igrzyskach (IO 92, IO 96, IO 00). W 1992 medal zdobył w drużynie, tworzyli ją ponadto Tomi Poikolainen i Ismo Falck. W 1999 był wicemistrzem świata w konkursie indywidualnym. Stawał na podium mistrzostw Europy (m.in. złoto w obu konkursach w 1994).